# Josef Suk (kompozytor)
Josef Suk (ur. 4 stycznia 1874 w Křečovicach, zm. 29 maja 1935 w Benešovie) – czeski kompozytor. Był uczniem i zięciem Antonína Dvořáka.
Studiował w konserwatorium w Pradze, m.in. grę na skrzypcach pod okiem Antonína Bennewitza i kompozycję u Antonína Dvořáka. W roku 1922 został w nim profesorem kompozycji, a w roku 1924 jego rektorem.

## Wybrane dzieła
- Uwertura dramatyczna 1892
- Symfonia E-dur 1899
- Symfonia c-moll „Asrael” 1906
- Poemat symfoniczny „Praha” 1904
- Poemat symfoniczny „Pohádka léta” 1909
- Poemat symfoniczny „Zráni” 1917
- Fantazja na skrzypce i orkiestrę 1903
- Kwartet fortepianowy a-moll 1891
- Trio fortepianowe c-moll 1889
- Kwintet fortepianowy g-moll 1893
- Kwartet smyczkowy B-dur 1896
- Kwartet smyczkowy Des-dur 1911
- Missa Křečovicensis 1889
- Epilog na głosy solowe, chór i orkiestrę 1929[1]